# Esperpento
Aunque el uso del término «esperpento» no es exclusivo de Ramón María del Valle-Inclán, se identifica con su producción literaria escrita a partir de 1920, tanto en el teatro como en la novela. Tal como aparece reflejado en los diccionarios, su uso es anterior, y su etimología es de origen incierto. Luego, como en muchas ocasiones se refiere, no es un término que pasara de los círculos literarios a los ambientes populares, antes el proceso se ha realizado a la inversa: ha sido un creador literario quien ha extraído un término del acervo común para conceptualizar su obra literaria, proponiendo para ella una denominación específica y particular, primero aceptada y generalizada por la crítica literaria, luego popularizada entre los lectores de sus novelas y los espectadores de sus obras teatrales, y al fin adoptada para muchos otros usos sociales, evocando siempre a la obra literaria de este autor.[cita requerida]
El término «esperpento» aparece por primera vez en la 14.ª edición del Diccionario de la lengua española (DRAE) de 1914, en el que trae las acepciones primera y tercera señaladas a continuación. La segunda acepción aparece por primera vez en el suplemento de la 19.ª edición del DRAE, de 1970: «Género literario creado por Ramón del Valle-Inclán en el que se deforma sistemáticamente la realidad, recargando sus rasgos grotescos y absurdos, a la vez que se degradan los valores literarios consagrados; para ello se dignifica artísticamente un lenguaje coloquial y desgarrado, en el que abundan expresiones cínicas y jergales», definición que se mantiene hasta la última edición del DRAE, en el que desaparece la alusión a los «valores literarios consagrados».

## Definiciones
Según la definición dada por la vigente edición del Diccionario de la lengua española de la Real Academia Española (DRAE):

Esperpento.

(De or. inc.).

1. m. Hecho grotesco o desatinado.

2. m. Género literario creado por Ramón del Valle-Inclán, escritor español de la generación del 98, en el que se deforma la realidad, recargando sus rasgos grotescos, sometiendo a una elaboración muy personal el lenguaje coloquial y desgarrado.

3. m. coloq. Persona o cosa notable por su fealdad, desaliño o mala traza.
Diccionario de la Real Academia Española, 22.ª ed., 2001, p. 978, § 2.

También aparece por primera vez en esta 19.ª edición del DRAE (1970) el adjetivo esperpéntico, con la misma definición que se mantiene en la edición vigente: 

Esperpéntico.

1. adj. Perteneciente o relativo al esperpento.

2. adj. Dicho especialmente del lenguaje, del estilo o de otros caracteres: Propio de los esperpentos o empleado en escritos que participan de su condición.

Diccionario de la Real Academia Española, 22.ª ed., 2001, p. 978, § 1-2.

La «deformación grotesca de la realidad», utilizada por Valle-Inclán en su teatro, estaba al servicio de una implícita intención crítica de la sociedad, específicamente la española de ese tiempo; aunque en la difusión del término ha sido común su extrapolación a otras épocas y otros lugares.
Esto ha hecho que aparezcan nuevos términos derivados, esperpentismo y esperpentizar, los dos ellos recogidos a partir de la 22.ª edición del DRAE (2001):

Esperpentismo.

(De esperpento).

1. m. Tendencia a plasmar en la obra artística una visión deformada y grotesca de la realidad.

2. m. Efecto de esperpentizar.

Diccionario de la Real Academia Española, 22.ª ed., 2001, p. 978, § 2.

Esperpentizar.

1. tr. Convertir cualquier aspecto de la realidad en algo esperpéntico.

Diccionario de la Real Academia Española, 22.ª ed., 2001, p. 978, § 2.

## El género del esperpento en Valle-Inclán

### La metáfora de los espejos deformantes
El esperpento como auténtico género dramático hace su aparición en 1920 con la obra Luces de Bohemia. Esperpento. La metáfora conceptual de este nuevo género teatral partió de una localización real; se encontraba por entonces un comercio de ferretería, situado en la madrileña «calle de Álvarez Gato» (el «callejón del Gato» de Luces de Bohemia), cuya característica más llamativa era la fachada publicitaria, donde se hallaban un espejo cóncavo y otro convexo que deformaban la figura de todo aquel que frente a ellos posase. Esto, que se convirtió en un entretenimiento de la época, sería utilizado por Valle-Inclán como metáfora llevada a la escena teatral y a su narrativa.

Así, la deformación de la realidad bien podía ser divertida, como de hecho lo era para los transeúntes, pero podía convertirse en algo más: en un espejo social, en una crítica, en una deformación exagerada de la realidad que devolvía la verdadera imagen que se iba buscando al enfrentarse al espejo.

### El esperpento según el propio Valle-Inclán
El texto considerado fundacional acerca del tema es la conversación mantenida por Max Estrella con Don Latino de Hispalis en la escena duodécima de Luces de Bohemia, de donde Max Estrella declara: «Los héroes clásicos reflejados en los espejos cóncavos dan el Esperpento. El sentido trágico de la vida española solo puede darse con una estética sistemáticamente deformada. [...] Las imágenes más bellas en un espejo cóncavo son absurdas. [...] La deformación deja de serlo cuando está sujeta a una matemática perfecta. Mi estética actual es transformar con matemática de espejo cóncavo las normas clásicas».

Como puede observarse, la idea de esperpento está asociada a una percepción del autor acerca de la mezcla entre grandeza y grotesco que Valle-Inclán considera propia de la sociedad española. Este modo de ver la realidad se empleó en toda su obra a partir de entonces, como en la trilogía esperpéntica que recopila en Martes de Carnaval. Esperpentos, y que contiene a La hija del capitán, Las galas del difunto y Los cuernos de don Friolera.
Más que un estilo o una técnica teatral, el esperpento es una poética, es decir, una forma de crear, que consiste en retratar hechos y personajes de una determinada manera. Según comenta Valle-Inclán en una conversación con Gregorio Martínez Sierra reproducida en el diario ABC (7 de diciembre de 1928), «hay tres modos de ver el mundo, artística o estéticamente: de rodilla, en pie o levantando el aire»; en el primer modo «se da a los personajes, a los héroes, una condición superior [...] cuando menos a la condición del narrador»; la segunda manera es mirarlos, «como si fuesen ellos nosotros mismos» (como en el teatro de Shakespeare); «y hay otra tercera manera, que es mirar el mundo desde un plano superior y considerar a los personajes de la trama como seres inferiores al autor, con un punto de ironía. Los dioses se convierten en personajes de sainete. Esta es una manera muy española, manera de demiurgo, que no se cree en modo alguno hecho del mismo barro que sus muñecos». Valle-Inclán refiere que esperpento, tal como lo ve él, tiene sus precedentes artísticos y estéticos en la literatura de Francisco de Quevedo y en la pintura de Francisco de Goya. «Y esta consideración es la que me movió a dar un cambio en mi literatura y a escribir los "esperpentos", el género literario que yo bautizo con el nombre de "esperpentos". El mundo de los "esperpentos" -explica uno de los personajes de Luces de Bohemia- es como si los héroes antiguos se hubiesen deformado en los espejos cóncavos de la calle, con un transporte grotesco, pero rigurosamente geométrico. Y estos seres deformados son los héroes llamados a representar una fábula clásica no deformada. Son enanos y patizambos que juegan una tragedia. Y con este sentido los he llevado a Tirano Banderas y a El ruedo ibérico».

### Características del género teatral del esperpento
Algunas de las características del esperpento serían:
1. Lo grotesco como forma de expresión:
  - La degradación de los personajes.
  - La reificación o cosificación de los personajes, reducidos a mero signo o a muñecos.
  - La animalización o fusión de formas humanas y animales
  - La literaturización del lenguaje coloquial, frecuentemente investido de todo tipo de intertextualidades.
  - El abuso del contraste
  - La mezcla de mundo real y de pesadilla
  - La distorsión de la escena exterior
2. La deformación sistemática de la realidad:
  - La apariencia de burla y caricatura de la realidad
  - El significado profundo, semi transparente, cargado de crítica e intención satírica que constituye la auténtica lección moral
3. La presencia de la muerte como personaje fundamental.

Esta técnica teatral hizo de Valle-Inclán un precedente cinematográfico, debido a los continuos cambios de escenario así como a la profusión de historias durante el desarrollo de la obra, que finalmente acababan por cruzarse.
La degradación del esperpento afecta a ambientes y personajes: 
1. Ambientes: Los escenarios dominantes son tabernas burdeles, antros de juego, interiores míseros, calles inseguras de Madrid.
2. Personajes: Por las piezas deambulan borrachos, prostitutas, pícaros, mendigos, artistas fracasados, bohemios, presentados como marionetas sin voluntad, animalizados y cosificados.

Una de las reflexiones más importantes que plantea la creación esperpéntica es si se trata de una imagen deformada de la realidad, o si se trata de la imagen fiel de una realidad deforme.